# 3920 Aubignan
3920 Aubignan è un asteroide areosecante. Scoperto nel 1948, presenta un'orbita caratterizzata da un semiasse maggiore pari a 2,2542132 UA e da un'eccentricità di 0,2718125, inclinata di 9,03806° rispetto all'eclittica.